# Бискупова палата у Трогиру
Бискупова палата у Трогиру  данас судска зграда у овом древном граду у Републици Хрватској, изграђена је на југоисточном ободу старог града, са унутрашње стране градских бедема, у близини моста који води на острво Чиово, и цркве некадашњег бенедиктинског самостана Светог Ивана Крститеља. Палата је на јужној страни била прислоњена уз градске зидине, а припадала јој је и кула чији су доњи делови датирали из хеленистичког раздобља. На западној страни палате испред сачуваног барокног портала на дворишном зиду било је мало проширење, својеврсни трг.
Палата је с краја 19. века због небриге толико била  запуштена и више није обнављана већ је порушена  с почетка 20. века. На њеном месту подигнута је 1910. године зграда данашњег суда, у неоготичком стилу, према пројекту архитекта Ћирила Ивековића.  

## Историја
Бискупова палата се према расположивим исправама, које сежу у 1274. годину, спомиње као „двориште палате”: ...in curtile domini episcopi.   
Намена
Палати, која је имала горњу и доњу дворану и бројне просторије имала је бројну намену:
- суђења у споровима у црквеној надлежности (нпр 1285. године у Бискупији се у присутности кнеза Јурја Брибирског расправљало о модалитетима плаћања црквене десетине.8
- важни црквени скупови (нпр 1362. након звоњаве најачег катедралног звона, сакупио се сабор каноника на коме су присуствовали и представници бенедиктинаца на челу с опатом.
- смештај бискупа. Према опоруци коју је 1370. године дао саставити трогирски бискуп Никола Казоти  (†1371.), у кули се налазила бискупова спаваћа соба, и бројна опреме (почевши од шкриња и кревета; до бачава, котлова…)
- смештај важних личности. Па је тако у палати у доба последњег трогирског бискупа Ђованија Антонија Пинелија (1794.-1828.) 1818. године одсео цар и краљ Фрањо I., који  у свом дневнику спомиње двориште палате са спољним степеницама, лођу са стубовима на првом спрату, лепе собе и дворану са балконом и погледом према Чиову.20
- смештај школе за клерике, у доба бискупа Пјетра Паола Калорија (1708 -1713 ) на којој је и сам бискуп предавао, међу осталим предметима и филозофију. Он је као припадник Удружења отаца из Сомаска у Венецији предавао хуманистичке науке штићеницима своје конгрегације и другим ученицима.

Обнова палате

Старо средњовјековно здање палате требало је стално обнављати. Натпис сачуван у лапидарију Музеја града Трогира спомиње обнову дотрајале старе зграде у доба бискупа Антонија Гуидија (1574 - 1604), и у преводу Б. Лучића гласи:
 Бискуп Микеланђело Фаролфи (1713 - 1715) такође је дао свој допринос поправци  бискупске зграду, која је с почетка 18. века била поновно у лошем стању.
Како је палата временом била све запуштенија више није смисла њена обнављање и порушена је с почетка 20. века. На њеном месту подигнута је 1910. године зграда суда, у неоготичком стилу, према пројекту архитекта Ћирила Ивековића.  
Незадовољан изгледом новосаграђене судске палате конзерватор и археолог дон Фране Булић захтевао је неке измен. На његов захтев  у ново здање судске зграде уграђени су до тада сачувани, понеки вреднији архитектонски елементи и камени грбови из срушене Бискупове палате. 

## Изглед
Комплекс двоспратне Бискупове палате са унутрашњим двориштем у основи је било троугласто. По свом сажетом облику и припадајућој кули палата је изгледала попут тврђаве или, прецизније, својеврсне цитаделе. Изворну основу палате која је била највероватније античка (хеленистичка) кула,  углавном, по облику, следи и постојећа судска зграда настала након рушења Бискупове палате. 

Током више векова постојања палата је обнављана али и дограђивана и пренаменован. Према написима историчара Иве Бабића 
...према архивским фотографијама видљиво је да су се с јужне стране палате налазили правоугаони прозори, у ново доба отворени на градским зидинама. Изнад њих била је саграђена тераса, стога је здање са морске стране, с изузетком куле, изгледало безлично.
Од старе Бискупове палате данас је мало тога остало. Преживео је западни, зид дворишта са порталом према малом тргу. На западној страни зграде уграђена је зазидана касноготичка трифора са рељефима, главама анђела који провирују из кружних оквира. На њој су истакнути грбови бискупа Ђакома Торлона. Трифора има карактеристке мајсторске радионице Андрије Алешија.
Током боравка у Трогиру 1909. године и сам надвојвода Фердинанд лично је захтевао корекције пројекта судске зграде како би прочеље било одговарајућег изгледа и што прикладније се уклопило у општу слику града Трогира.
У палати су постојале осликане и изрезбарене (готичке) греде.  Дрвена плоча на којој су насликани обојени грбови трогирских бискупа након рушења палате пренесена је у сакристију у трогирске катедрале. 

У склопу палате постојала је  капела посвећена Светом Луки. Бискуп је у капели лично крстио децу угледних грађана Трогира и околине.  У њој је стајао  натпис повезан са украшавањем капеле из времена трогирског бискупа Ивана Андреиса (1676. - 1694.).   који је у преводу К. Лучине гласио : 
Део намештаја и слика којим је била опремљена палата, једним делом био је у приватном власништву појединих бискупа. Тако је нпр. бискуп Иван Андреис имао је сконост према сликама, које спомиње у свом тестаменту из 1681. године, и у њему посебно апострофира слику Madonna della Pietà, коју је набавио у Риму, као дело „славног сликара Сасоферате“  (Giovanni Battista Salvi, надимак Sassoferato).
Некада је на Бискупској палати било и више бискупских грбова, неки су данас изложени у лапидаријум у Музеју града Трогира, а неки су уграђени у двориште Комуналне палате. 

На судској згради у историјском духу времена када је она настала истакнуто је више нових грбова. 
Тако је на југозападном зиду судске зграде истакнут велики грб унутар којег су били уписани иницијали цара и краља Фрање Јосипа I. На штиту тога грба недавно је уграђен хрватски грб. Са леве стране грб Далмације, а с десне грб Трогирске комуне.
На главном јужном прочељу судске зграде постављена је спомен-плоча с петокраком звездом под којом је овај натпис:
У приземљу судске зграде налазе се затворске просторије и несређени архив. У време италијанске окупације у претрпаним затворима чамили су политички затвореници и таоци. По наређењу заповедника града, генерала Берсаљера Алфонса Цигале Фулгосија 1943. године из затвора је изведено деветнаест талаца (међу њима је било и малолетника) и потом стрељано. 
Након Другог светског рата бројни политички затвореници из разних далматинских крајева одвођени су из затвора такође на стрељање на трогирско гробље према пресудама које су олако доносили револуционарни судови у Судској згради Трогира.